# Vainu (Lüganuse)
Vainu is een plaats in de Estlandse gemeente Lüganuse, provincie Ida-Virumaa. De plaats heeft de status van dorp (Estisch: küla) en telt 16 inwoners (2021).